# Тросна
Тросна — річка в Україні, у Іршавському районі Закарпатської області. Права притока Свинки (басейн Дунаю).

## Опис
Довжина річки приблизно 6,5 км. Формується з багатьох безіменних струмків і притоки Свинки.

## Розташування
Бере початок на південному сході від вершини Бистрої (1003 м). Тече переважно на південний схід понад вершиною Тросин і в Довгому впадає у річку Свинку, праву притоку Боржави. 
Річку перетинає автомобільна дорога Т 0719.